# Lenguas filipinas
Las lenguas filipinas son un grupo de la familia austronesia conformada por unas ciento cincuenta lenguas y extendidas por toda la República de Filipinas, al norte de Célebes y en la isla de las Orquídeas en Taiwán. 
En gran medida son lenguas históricamente, desde el siglo XVI en que adquieren su dimensión moderna, de fuerte vínculo, sobre todo léxico, con el idioma español. Entre ellas se encuentra el propio criollo español y sus variedades, solo recientemente, entrado el siglo XXI, estudiado en su amplia dimensión suprarregional.
El primer estudio importante, sistemático y contextualizado de las lenguas filipinas y en general las llamadas austronésicas fue el proporcionado por Lorenzo Hervás a finales del siglo XVIII y comienzos del XIX mediante su Catálogo de las lenguas de las naciones conocidas. Tanto esta monumental obra como los materiales manuscritos de Hervás fueron la base de los estudios inmediatos y posteriores, reconocidamente o no, según advirtiera Max Müller en 1861.
El grupo de lenguas filipinas fue definido en 1991 como una subfamilia austronesia por Robert Blust, quien relacionó las lenguas de las Filipinas con las del norte de Célebes. Se consideró que este grupo tendría una relación cercana con las lenguas borneanas, sin embargo lo más probable es que constituye un grupo separado que divergió muy temprano luego de la expansión malayo-polinesia desde Taiwán hace unos 5000 años.

## Clasificación

### Lorenzo Hervás (sigloXVIII)
Pioneramente, Lorenzo Hervás, a partir de 1784, establece para la familia lingüística malayo-polinesia una "lengua matriz", el malayo, diseminado por las islas del Pacífico. En principio atiende con preferencia a la distribución geográfica y en volúmenes subsiguientes, ya en la edición de Madrid, orienta la relación entre lenguas. Su clasificación es notablemente precisa y amplia.

### Auckland 2008
La clasificación más actualizada corresponde a Austronesian Basic Vocabulary Database 2008, que relaciona las lenguas filipinas con las lenguas sama-bajaw en un grupo denominado sulú-filipino. La siguiente relación filogenética indica entre paréntesis el porcentaje de confiabilidad del grupo:
- Malayo-polinesio (100 %)
  - Sulú-filipino (74 %)
    - Sama-bajaw (100 %): Típico de los pueblos del archipiélago de Sulú (islas filipinas entre Borneo y Mindanao) llamados gitanos marinos y hoy dispersos en Filipinas, Borneo (Indonesia, Malasia y Brunéi) y Célebes.
    - Filipino o Filipino-gorontalo (100 %): Propio de las Filipinas y el Norte de Célebes (Indonesia).
      - Gorontalo-mongondow: En el norte de Célebes (provincias de Gorontalo y Célebes Septentrional), p. ej.: Idioma gorontalo.
      - Filipino propiamente (100 %)
        - Norfilipino (100 %): Grupo del norte y centro de Luzón. Se encuentra también al norte de Mindanao y en las pequeñas islas entre Luzón y Taiwán. P. ej.: Ilocano, pampango, batánico, pangasinense.
        - Filipino centro-meridional (83 %)
          - Central-palawánico (100%)
            - Centrofilipino o mesofilipino (100 %): Se encuentra en Bisayas, Sur de Luzón, Este de Mindanao y Sulú, p. ej: Filipino, tagalo, cebuano, hiligainón, samareño, joloano, bicolano y lenguas de los aeta como el mariveleño.
            - Palawánico (88 %): En la región Mimaropa, conformada por Palawan, Mindoro y las islas que están entre ellas.

          - Mindanao o surfilipino (100 %): Propio de Mindanao, p. ej.: Bilán.

### Adelaar and Himmelmann (2005)
Aproximadamente de norte a sur, Adelaar and Himmelmann (2005) divide las lenguas filipinas en los siguientes grupos:
- Norfilipino (especialmente en Luzón)
- Gran filipino central (del centro de Filipinas al norte de Célebes)
- Kalamiano (en Palawan)
- Mindanao Sur
- Sangírico (Norte de Célebes)
- Minahasano (Norte de Célebes)

## Descripción lingüística

### Comparación léxica
Los numerales reconstruidos para diferentes ramas de lenguas filipinas son:
| GLOSA | Filipino septentrional | Filipino septentrional  | Filipino septentrional | Filipino centro- meridional | Filipino centro- meridional | Filipino centro- meridional | Filipino centro- meridional | Filipino centro- meridional | Filipino centro- meridional | PROTO- FILIPINO |
| GLOSA | PROTO- BATÁNICO        | PROTO- LUZÓNICO CENTRAL | PROTO- LUZÓNICO SEPT.  | PROTO- PALAWÁNICO           | PROTO- BISAYA               | PROTO- MINDANAO MERIDIONAL  | PROTO- MINDANAO ORIENTAL    | PROTO- MINAHASA             | PROTO- SANGÍRICO            | PROTO- FILIPINO |
| ----- | ---------------------- | ----------------------- | ---------------------- | --------------------------- | --------------------------- | --------------------------- | --------------------------- | --------------------------- | --------------------------- | --------------- |
| 1     | *ʔasaʔ                 |                         |                        | *                           | *ʔəsá / *ʔisá               | *satu                       | *isa                        | *əsa                        | *əsa                        | *ʔəsá           |
| 2     | *-dohaʔ                |                         | *dua                   | *                           | *duhá                       | *lɨwu                       | *duha                       | *dua                        | *dua                        | *-duhá          |
| 3     | *-tluʔ                 |                         | *tallu                 | *                           | *təlú / *ta-tlu             | *tlu                        | *tulu                       | *təlu                       | *təlu                       | *təlú           |
| 4     | *ʔapat                 |                         | *əppat                 | *                           | *ʔaʔpat                     | *(q')ɨpat                   | *upat                       | *əpat                       | *əpat                       | *ʔə́(m)pat       |
| 5     | *limaʔ                 |                         | *lima                  | *                           | *limá                       |                             | *lima                       | *lima                       | *lima                       | *limáʔ          |
| 6     | *ʔanəm                 | *ʔaʔnɨ́m                 |                        | *                           | *ʔənəm *ʔanʔəm              |                             | *ɨnɨm                       | *ənəm                       | *ənum                       | *ʔanəm          |
| 7     | *-pitoʔ                |                         |                        | *                           | *pitú                       |                             | *pitu                       | *pitu                       | *pitu                       | *pituʔ          |
| 8     | *-waLo                 |                         |                        | *                           | *walú                       |                             | *walu                       | *ualu                       | *ualu                       | *wal̥úʔ          |
| 9     | *[sa-]syam             |                         |                        | *                           | *siyám                      |                             | *siyam                      | *siow                       | *siaw                       | *siyám          |
| 10    | *sa-puLuʔ              |                         |                        | *                           | *sa-ŋ/m-púluʔ               |                             |                             | *puluʔ                      | *pulo                       | *[sa-ŋ]-púl̥uʔ   |

## Principales lenguas filipinas
- Tagalo
- Filipino
  - Entre un 95% y 99% el tagalo y el filipino son lenguas idénticas.